# Bultaco
Bultaco byla španělská firma, která vyráběla motocykly.

## Historie značky
Byla založena 17. května 1958 Francesecem „Paco“ Bultem, bývalým ředitelem firmy Montesa poté, co se Montesa vzhledem ke krizi stáhla z motocyklového sportu a Bultó s tím nesouhlasil. S ním opustila závodní oddělení Montesy i většina dalších zaměstnanců, kteří přesvědčili Bulta, aby založil vlastní značku. Název Bultaco je složen z příjmení Bultó a přezdívky Paco.
V logu firmy je i nápis CEMOTO, zkratka výrazu Compañia Española de Motores. Symbol zdviženého palce navrhl Bultó, když při sledování závodů zahlédl, jak britský závodník David Whitworth signalizuje mechanikům, že je vše v pořádku. Stejný obrázek používal na přílbě v MotoGP Séte Gibernau, vnuk zakladatele firmy Bultaco. První motocykl, silniční stopětadvacítku Bultaco Tralla 101, pojmenovanou podle španělského výrazu pro prásknutí bičem, představila firma 24. března 1959.

## Motoristický sport
Po 2 měsících, při Grand Prix Španělska, získala firma Baultaco sedm z prvních deseti míst. Nejvíce úspěchů dosáhla značka v motokrosu, Enduru a trialu. Nejznámějším modelem byl trialový speciál Bultaco Sherpa T, lehký dvoutaktní motocykl, vyvinutý firmou ve spolupráci s irským závodníkem Sammy Millerem, který ukončil éru britských čtyřtaktních trialových motocyklů. V roce 1965 vyhrál Miller Skotskou šestidenní v trialu a vítězství zopakoval i v letech 1967 a 1968. V letech 1968 a 1970 vyhrál Miller Mistrovství Evropy v trialu. Růst popularity trialu v Evropě i v USA zmanemal pro firmu nové trhy. V sedmdesátých letech 20. století získalo Bultaco osm titulů mistra Evropy v trialu a čtyři vítězství v trialové Skotské šestidenní.

## Americký trh
Pro americký trh byl vyvinut nový model Bultaco Pursan 250, se kterým bylo možno se ihned zúčastnit jakéhokoliv motokrosového závodu. Později byla řada Pursang rozšířena i o kubatury 125, 360 a 370 cm³. Pro trial byl určen model Bultaco Sherpa T, pro enduro model Matador a pro flattrack model Bultaco Astro. Titul mistra světa v silničních závodech motocyklů získal pro Bultaco v kategorii do 50 cm³ Ángel Nieto v letech 1976-1978 a 1981. V roce 1968 jel první silniční závod na motocyklu Bultaco pozdější mistr světa třídy do 500 cm³ Barry Sheene.

## Konec firmy
Firma Bultaco skončila kvůli sérii stávek v navazujícím průmyslu a tlakům trhu v roce 1979. V roce 1980 se pokusila obnovit výrobu, ale definitivně skončila v roce 1983. V roce 1998 práva na používání značky Bultaco koupil Marc Tessier, a značku využil při představení vlastních trialových speciálů Sherco. Motocykly se nejprve jmenovaly Bultaco Sherco, v roce 2000 pak Sherco by Bultaco a v roce 2001 slovo Bultaco zmizelo zcela. Majitelem americké ochranné známky je HDW Enterprises, mateřská firma dodavatele náhradních dílů a servisu pro staré motocykly Bultaco.

## Galerie

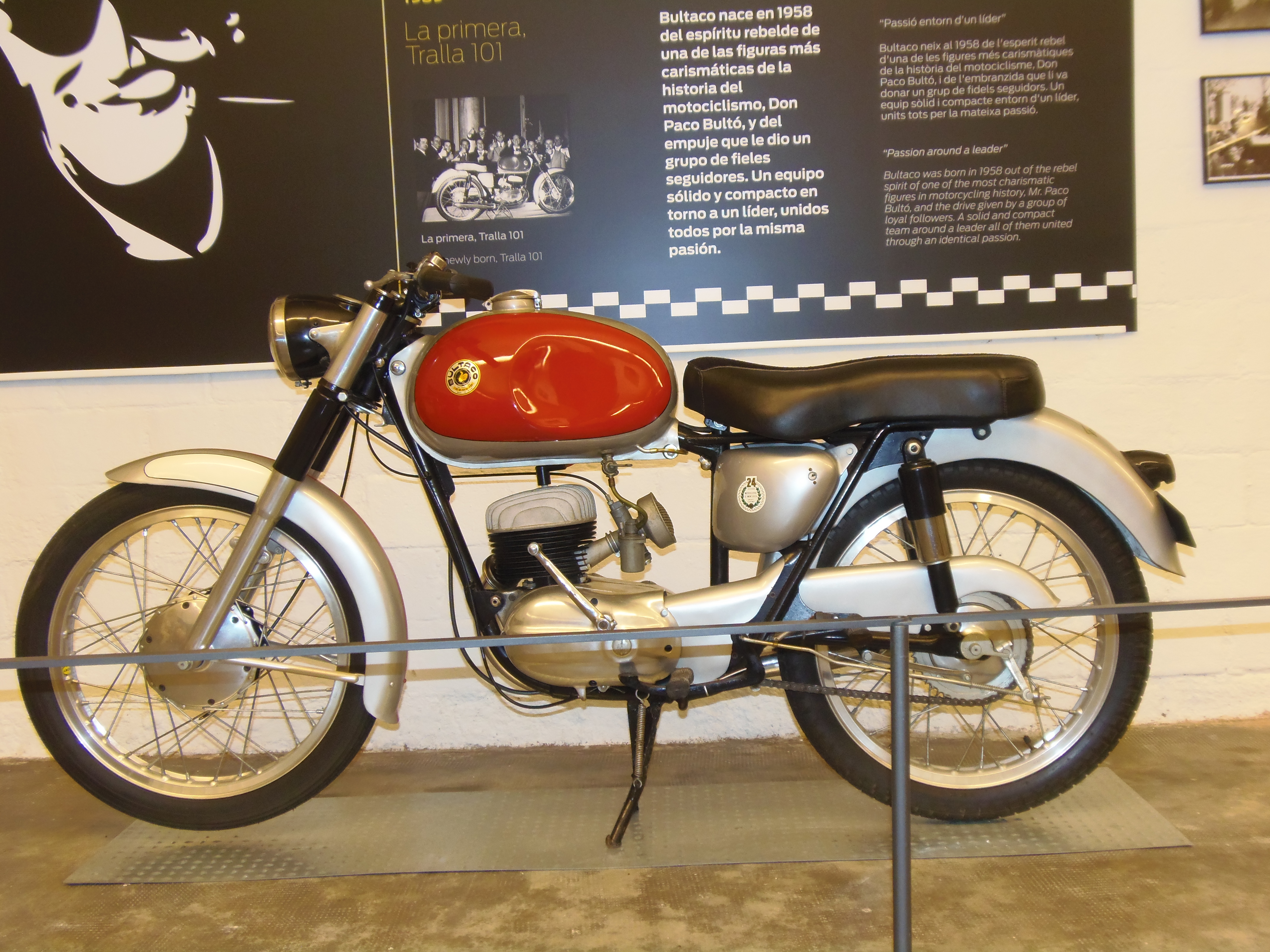
Bultaco Trall 101 125 ccm (1959)
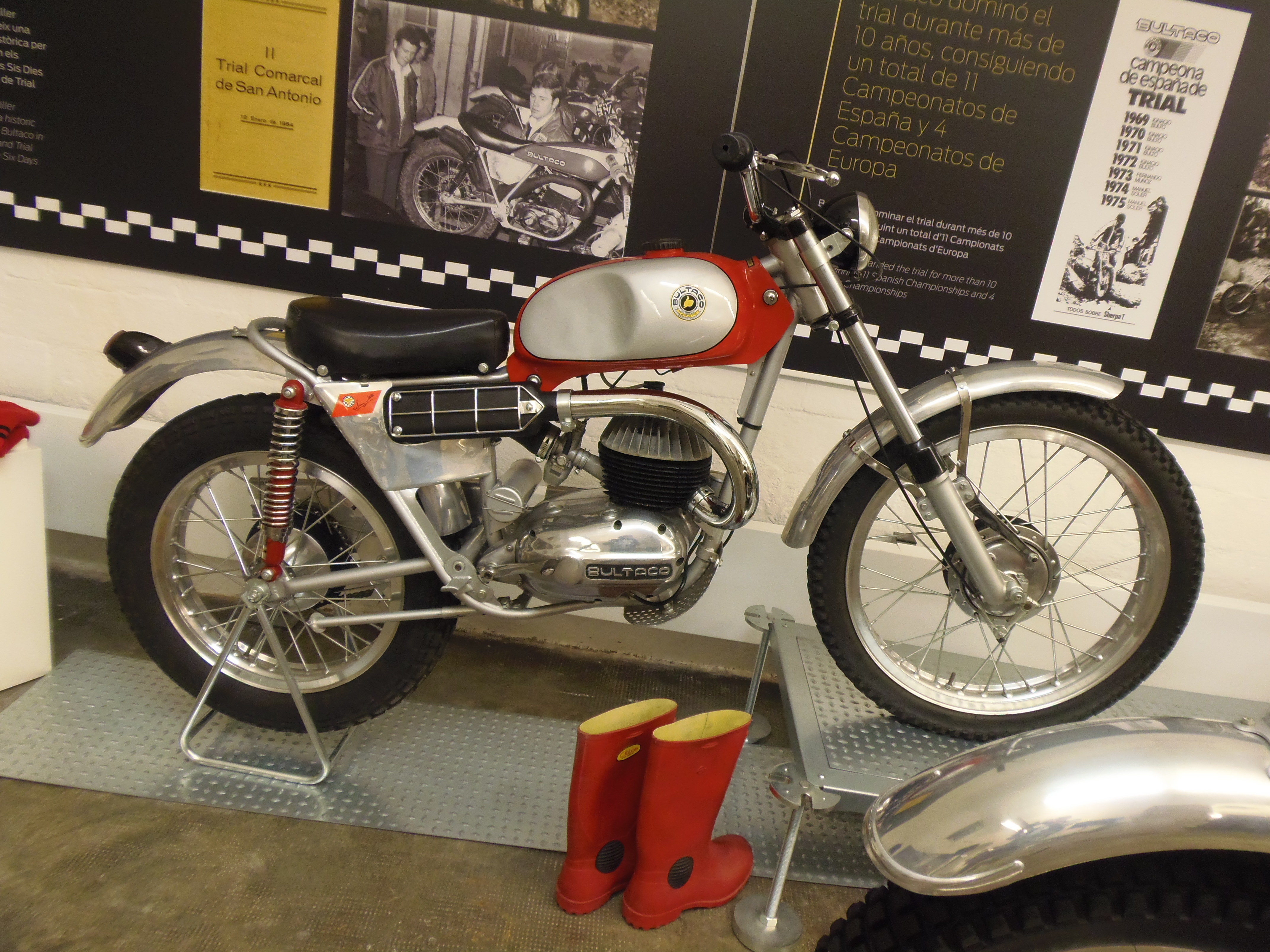
Bultaco Sherpa T M 250 ccm (1965)
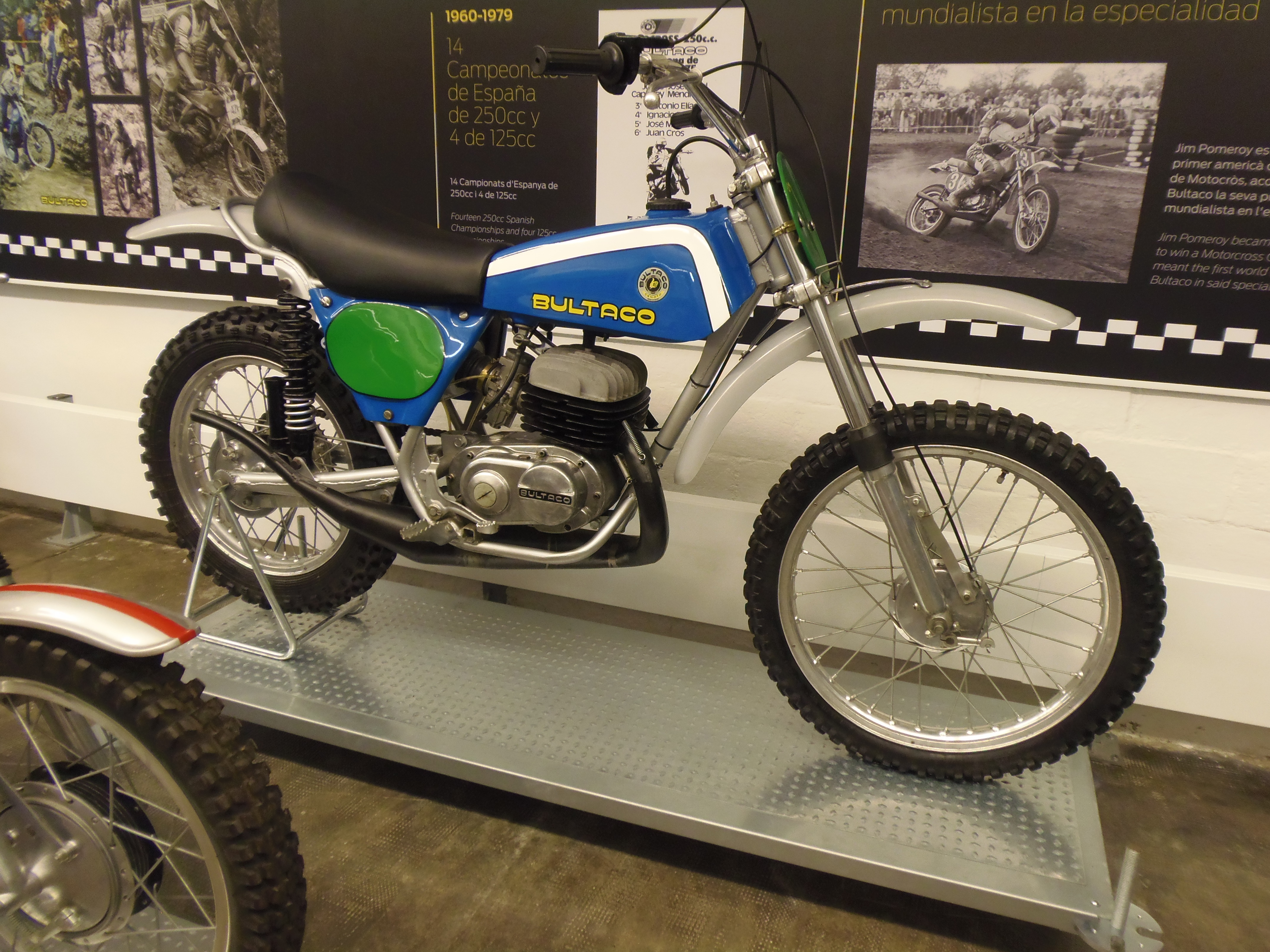
Bultaco Pursang Mk.8 250 ccm (1974)
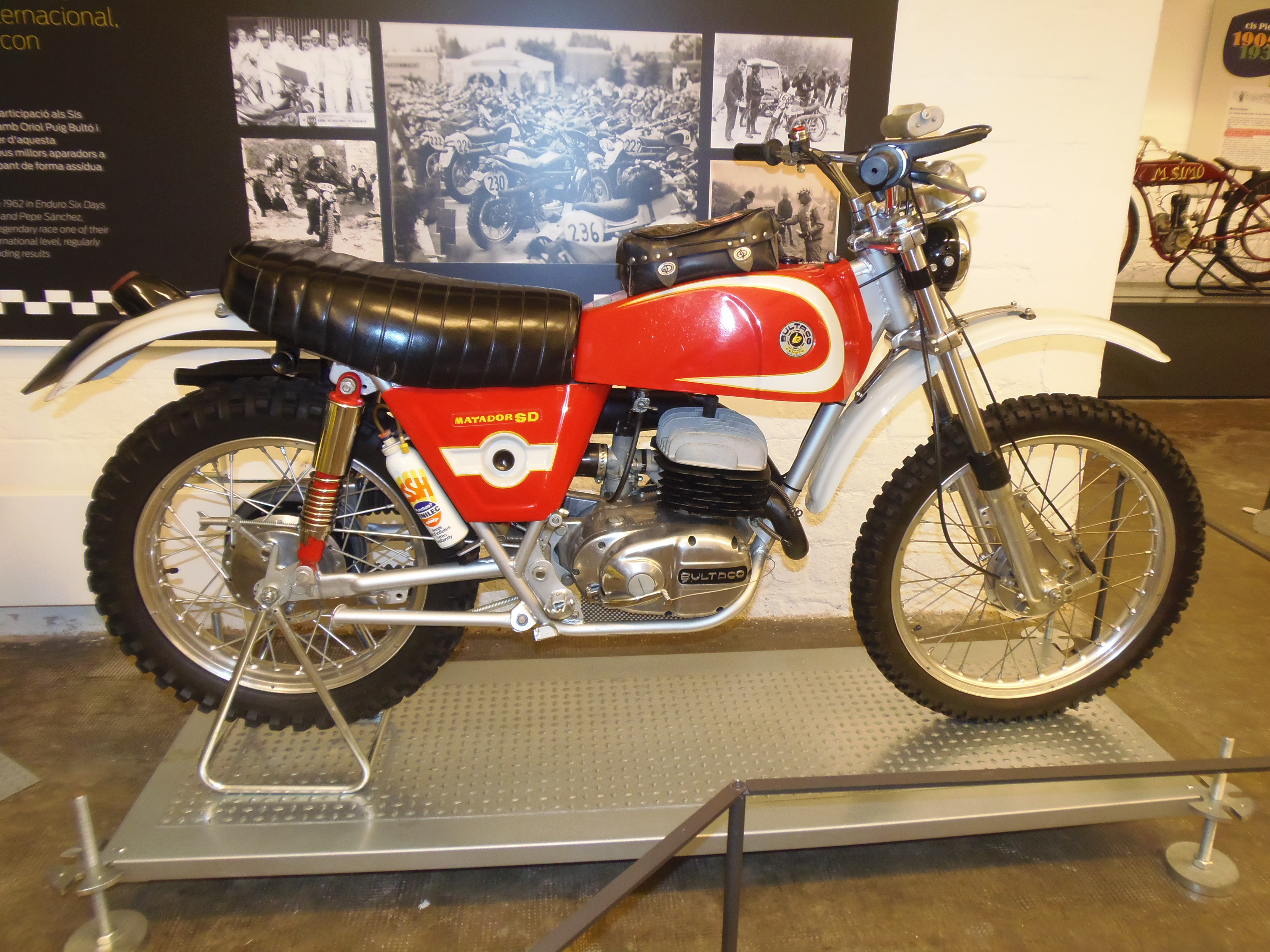
Bultaco Matador Mk. 5 250 ccm (1973)
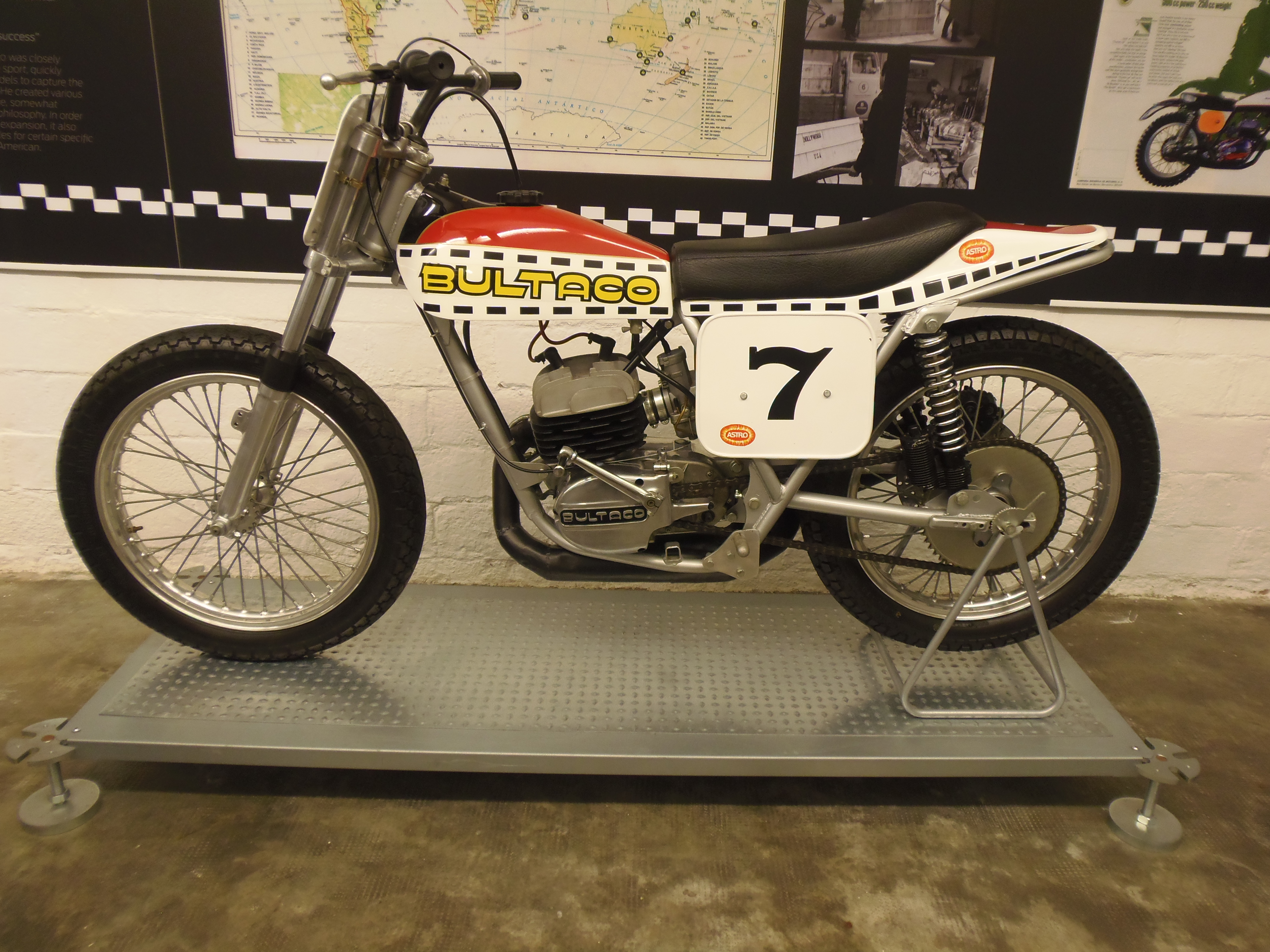
Bultaco Astro 360 ccm (1976)